# Histomonas meleagridis
Histomonas meleagridis es una especie de protista parásito que infecta gallinas, pavos, pavos reales, codornices y faisanes, produciendo la enfermedad de la cabeza negra, enterohepatitis infecciosa o histomonosis. H. meleagridis puede infectar a muchas aves diferentes y es casi siempre mortal en pavos.

## Etiología
H. meleagridis se transmite en la mayoría de los casos por huevos embrionados de Heterakis gallinarum, un nematodo cecal, pero algunas veces se transmite por contacto directo con aves infectadas. Las larvas de H. gallinarum se encuentran en tres especies de lombrices de tierra, y la mayoría de las aves se infectan al comer estos gusanos. Las lombrices de tierra comen los huevos infectados de los nematodos, que pueden permanecer durmientes en el suelo durante años. A los pocos días de la ingestión, Histomonas es liberado desde las larvas del nematodo Heterakis en el intestino del ave y comienza a replicarse rápidamente en los tejidos cecales. Entonces migra a la submucosa y a la mucosa muscular causando una grave necrosis. El parásito pasa al hígado a través del aparato circulatorio o de la cavidad peritoneal, donde causa más lesiones necróticas. Histomonas interactúa con otros organismos presentes en el sistema digestivo, tales como bacterias y coccidios, dependiendo de ellos para la plena virulencia. 